# Zdeněk Jičínský
Zdeněk Jičínský (26. února 1929 Ostřešany – 9. dubna 2020) byl český právník, politik a publicista. Patřil k výrazným představitelům Občanského fóra, Občanského hnutí a především Sociální demokracie. Mnoho let byl poslancem, věnoval se mj. ústavněprávním otázkám, a byl také profesorem ústavního práva na Právnické fakultě UK.
Do nástupu normalizace působil v KSČ (po federalizaci Československa byl krátce poslancem Federálního shromáždění a České národní rady), poté byl ze strany vyloučen a musel opustit též právnickou fakultu. Roku 1977 se stal jedním z prvních signatářů Charty 77. Byl součástí disentu a publikoval v samizdatu.

## Vzdělání a pedagogická činnost
Po studiu Právnické fakulty UK v Praze působil v letech 1954 až 1964 jako docent na Vysoké škole politické. V letech 1964 až 1970 přednášel na Právnické fakultě UK v Praze, kde roku 1969 získal profesuru. Jako právník se zaměřoval na teorii státu a práva, ústavní právo a politologii. Býval označován za stoupence právního pozitivismu.

## Veřejná činnost

### Politická aktivita v KSČ
V šedesátých letech byl Zdeněk Jičínský členem několika významných odborných komisí: komise pro přípravu tzv. socialistické ústavy 1960, takzvané barnabitské komise, přezkoumávající okolnosti soudních procesů s buržoazními nacionalisty (G. Husák, L. Novomeský), a krátce též Právní komise ÚV KSČ v roce 1964. V roce 1968 pracoval ve vládní komisi pro přípravu federalizace republiky. Během pražského jara se profiloval jako odborník na státoprávní problematiku a česko-slovenské vztahy. Účastnil se konference ve Smolenicích v březnu 1968 svolané na toto téma. Na jaře 1968 pak on a Jiří Grospič byli na české straně autory jednoho ze dvou návrhů znění ústavního zákona o československé federaci. Předpokládal těsnější vazbu obou národních republik, zatímco konkurenční návrh, jehož autorem byl Jiří Boguszak, plánoval volnější česko-slovenské soustátí. Při následné diskuzi o návrhu ústavy Grospič s Jičínským argumentovali zejména proti širokému uplatnění zákazu majorizace tak, jak ho prosazovala slovenská strana. Podle nich by tak slovenská menšina populace získala trvalé veto nad názory většiny obyvatel Československa. Odmítal i navrhovanou paritu českých a slovenských zástupců ve federální vládě. Grospičův a Jičínského projekt užší federace ovšem odmítla slovenská strana.
V roce 1968 se stal členem prozatímní a posléze i řádné České národní rady, kde zastával funkci předsedy ústavněprávní komise, respektive výboru a místopředsedy komory. Počátkem srpna 1968 ještě na zasedání nově ustavené České národní rady opakoval argumenty ohledně federativního uspořádání a upozornil, že rovnost dvou různě velkých konstitutivních částí federace znamená porušení principu majority. I po srpnové okupaci patřil v ČNR k hlavním řečníkům v debatách o finální podobě ústavního zákona o vzniku federace.
Po provedení federalizace Československa získal od ledna 1969 mandát i ve Sněmovně národů Federálního shromáždění. Po potlačení obrodného procesu byl nucen roku 1969 složit poslanecké mandáty a vyloučen z KSČ a též musel opustit právnickou fakultu. V letech 1971 až 1977 byl podnikovým právníkem. Roku 1977 se stal jedním z prvních signatářů Charty 77 a byl propuštěn ze zaměstnání. Dva roky byl nezaměstnaný, od ledna 1979 do prosince 1989 pracoval jako podnikový právník v Mototechně. Publikoval v samizdatu.

### Politická aktivita po roce 1989
V prosinci 1989 byl kooptován do Federálního shromáždění (do Sněmovny národů) za Občanské fórum (OF) a stal se jeho místopředsedou. Spolu s dalšími právníky v OF připravil druhou vlnu kooptací. Příslušný ústavní zákon č. 14/1990 Sb., schválený ve Federálním shromáždění po dohodovacím řízení, v zásadě po formální stránce v tomto směru kopíroval normalizační ústavní zákon č. 117/1969 Sb. Proti skupině okolo Václava Havla prosazoval Zdeněk Jičínský poměrný volební systém a navrhoval též zkrácení funkčního období Federálního shromáždění, které mělo vzejít z mimořádných voleb v červnu 1990, na dva roky. V roce 1992 vstoupil do Československé strany sociálně demokratické. Ostře kritizoval proces dělení federace především z ústavního hlediska a prosazoval referendum. Podílel se na alternativním návrhu české ústavy, počítajícím mj. jen s jednokomorovým parlamentem, který však při jednáních nebyl v ČNR brán v potaz.
Po rozpadu Československa, kdy mu zanikl poslanecký mandát, působil jako komentátor deníku Právo. Od roku 1996 do roku 2010 byl s výjimkou roční přestávky v letech 2002–2003 poslancem Poslanecké sněmovny PČR. Ve funkčním období 2002–2006 získal mandát až 26. července 2003 jako náhradník v kraji Vysočina, poté co tento mandát složil poslanec Jaroslav Tvrdík. Byl místopředsedou sněmovního ústavněprávního výboru a předsedou Stálé komise pro otázky Ústavy ČR. Ač byl nejstarším poslancem, patřil k těm nejaktivnějším. Věnoval se zejména ústavněprávním problémům, byl znám mj. kritikou Senátu, příležitostně některých rozhodnutí Ústavního soudu, zákonů usilujících o vyrovnání s minulostí (lustrační zákony, zákon o zřízení Ústavu pro studium totalitních režimů apod.) a prosazováním prvků přímé demokracie. Ve volbách roku 2010 již ze zdravotních důvodů nekandidoval.
Dne 28. října 2014 mu český prezident Miloš Zeman udělil medaili Za zásluhy I. stupně. Zemřel 9. dubna 2020 na selhání ledvin ve věku 91 let.